# Глишић (Кавадарци)
Глишић (мкд. Глишиќ) је насеље у Северној Македонији, у јужном делу државе. Глишић је насеље у оквиру општине Кавадарци.

## Географија
Глишић је смештен у јужном делу Северне Македоније. Од најближег већег града, Кавадараца, насеље је удаљено 2 km северно, па је заправо градско предграђе.
Насеље Глишић се налази у историјској области Тиквеш. Село је смештено у долини реке Вардар, у јужном ободу Тиквешке котлине. Насеље је положено на приближно 240 метара надморске висине, у бреговитом подручју. Кроз село протиче речица Луда Мара.
Месна клима је измењена континентална са значајним утицајем Егејског мора (жарка лета). 

## Становништво
Глишић је према последњем попису из 2002. године имао 804 становника.
Већинско становништво у насељу су етнички Македонци (99%), а остало су махом Срби и Роми. Почетком 20. века 1/4 становништва били су Турци, који су после Првог светског рата иселили у матицу.
Претежна вероисповест месног становништва је православље.